# 6-й отдельный корпус ПВО
6-й отдельный корпус ПВО (6 ОК ПВО) — оперативное объединение войск ПВО Российской Федерации. Командующий — Генерал-лейтенант Нечаев Валерий Дмитриевич. Штаб корпуса — Новосибирск.

## История организационного строительства
- Новосибирский корпус ПВО
- 14-я отдельная армия ПВО (с 24.03.1960 г.);
- 6-й отдельный корпус ПВО (с 10.06.1994 г.);
- 14-я армия ВВС и ПВО (с 01.06.1998 г.);
- 2-е командование ВВС и ПВО (с 01.08.2009 г.);
- 14-я армия ВВС и ПВО (с 01.08.2015 г.);

## Формирование корпуса
Сформирован 10 июня 1994 года в соответствии с ДГШ войск ПВО №665/10337 на базе 14-й отдельной армии ПВО.

## Расформирование корпуса
В мае 1998 года, части и соединения корпуса были объединены с частями и соединениями 23-й воздушной армии и 50-го отдельного гвардейского Ясского Краснознаменного ордена Суворова корпуса ПВО в 14-ю армию ВВС и ПВО.

## Боевой состав корпуса
- Управление, штаб, командный пункт (Новосибирск, Новосибирская область);
- 197-й отдельный транспортный авиационный полк на аэродроме (Толмачево);
- 20-я дивизия ПВО (Новосибирск, Новосибирская область);
- 94-я Мукденская дивизия ПВО (Иркутск, Иркутская область);
- 16-я гвардейская Ясская Краснознамённая ордена Суворова II степени дивизия ПВО (Атамановка (Читинская область).

В январе 1995 года Управление 20-й дивизий ПВО расформировано, части переданы в подчинение 6-го отдельного корпуса ПВО.
6 января 1995 года 16-я гвардейская Ясская Краснознаменной ордена Суворова II степени дивизии ПВО выведена из состава корпуса и переформирована в 50-й отдельный гвардейский Ясский Краснознаменный ордена Суворова корпус ПВО.
В 1996 году 197-й отдельный транспортный авиационный полк переформирован в 152-ю отдельную транспортную авиационную эскадрилью.